# Casaletto Spartano
Casaletto Spartano là một đô thị (comune) thuộc tỉnh Salerno trong vùng Campania của Ý. Casaletto Spartano có diện tích km2, dân số là người (thời điểm ngày).